# Acteocina intermedia
Acteocina intermedia är en snäckart som beskrevs av Willett 1928. Acteocina intermedia ingår i släktet Acteocina och familjen Cylichnidae. Inga underarter finns listade i Catalogue of Life.